# EurOMA
Evropsko združenje za operacijski menedžment (European Operations Management Association - EurOMA) je mednarodna mreža akademikov in praktikov iz celega sveta, katerih skupni cilj je nadaljnji razvoj operacijskega menedžmenta. EurOMA je v svoji osnovi mreža, temelječa na evropskih državah, ki se širi tudi v ostale konce sveta, njeni člani pa lahko izmenjujejo ideje, znanje in izkušnje. Je komunikacijska mreža, ki manjša prepad med znanstvenimi raziskavami in prakso. Skupaj z ameriškimi in japonskimi partnerji, Production and Operations Management Society (POMS) in Japanese Operations Management and Strategy Association (JOMSA), poskuša EurOMA razširiti polje operacijskega menedžmenta po celem svetu in zbliževati strokovnjake, ki delujejo na tem področju. 
EurOMA predvsem poudarja razvoj in aplikacijo znanj, saj mora biti odličnost v proizvodni in storitveni dejavnosti vodena z razvojem novega znanja. Združenje zagotavlja takšen fokus z identifikacijo in desiminacijo aktualnih idej ter raziskav kot tudi z raziskovanjem obstoječih izzivov v operacijskem menedžmentu. S tem združenje opozarja na izzive operacijskega menedžmenta v prihodnosti. Največ novih idej in znanj na področju operacijskega menedžmenta posreduje na vsakoletni mednarodni EurOMA konferenci. 
Poleg vsega naštetega EurOMA podpira izobraževanje na področju operacijskega menedžmenta s promocijo širokega spektra akademskih aktivnosti, kot so delavnice, seminarji, poletne šole in forumu. S tem želi nadgraditi učenje in poučevanje operacijskega menedžmenta po svetu.
Trenutna predsednica EurOME je Raffaella Cagliano iz Politecnice di Milano, ki vodi izvršilni odbor.  

## Ustanovitev
Združenje je bilo prvotno ustanovljeno v Veliki Britaniji OMA) leta 1984, vendar je kmalu preraslo v vodilno evropsko združenje za operacijski menedžment. Uradno je bilo združenje EurOMA ustanovljeno oktobra leta 1993. EurOMA je profesionalna, neprofitna organizacija, ki jo trenutno vodi European Institute for Advanced Studies in Management (EIASM)

## Aktivnosti
- Letna konferenca: EurOMA gosti letno konferenco, ki združuje akademike in praktike s področja operacijskega menedžmenta iz celega sveta. Prav tako sodeluje pri skupnih dogodkih z ameriškim partnerjem Production and Operations Management Society (POMS).

- Publikacije: Uradna revija EurOME je International Journal of Operations & Production Management - IJOPM, ki predstavlja komunikacijski medij za vse, ki delujejo na področju operacijskega menedžmenta kot akademiki, v indusriji ali kot svetovalci.

- Izobraževanje: EurOMA gosti mnogo programov za izobraževanje in usposabljanje, vključujoč EurOMA poletno šolo, letno delavnico doktorskih študentov, in Service Operations Management forum.

- Razvoj kariere: EurOMA ponuja tudi storitev posredovanje informacij o možnostih zaposlitev za svoje člane.

## Zunanji viri
- European Operations Management Association

Publikacije
Sledeče akademske revije se ukvarjajo z izzivi operacijskega menedžmenta:
- International Journal of Operations & Production Management Arhivirano 2012-06-25 na Wayback Machine., ki jo podpira European Operations Management Association
- Journal of Operations Management
- Production and Operations Management